# Kreacionizam
Kreacionizam je religijsko verovanje po kojem je celokupno čovečanstvo i sva živa bića, Zemlja, i kosmos kao sveobuhvatna celina, posljedica božanskog stvaralaštva, ili jednostavno Boga, opisanog u Starozavetnoj Knjizi postanja.
Sam događaj se može promatrati ili kao čin kreacije, stvaranja (ex nihilio — ni iz čega) ili nastajanje iz prethodnog haosa (demijurg). Iako ovo verovanje može biti doslovno interpretirano (kao fizikalna teorija), religiozna rasprava se obično ograničava na duhovna značenja. Ponekad neki kreacionisti ističu duhovnu prirodu ljudskih bića, tvrdeći da je duhovna priroda osnova cele prirode, i proglašavajući ostala gledišta materijalističkim ili ignorantnim prema duhovnim konceptima.
Mnogi koji veruju u Stvaranje drže da je takvo verovanje deo religije, i zato u skladu s naučnim pogledima, ili nedirnuto njima; drugi drže da su naučni podaci u skladu s kreacionizmom. Oni koji podržavaju evolucioni kreacionizam mogu tvrditi da razumeju naučne mehanizme kao jednostavne aspekte vrhovne kreacije. Osim toga, neki naučno-orijentisani vernici shvataju Stvaranje opisano u svetim knjigama jednostavno kao metaforu.
Oni koji veruju u doslovno stvaranje često odbacuju neke naučne poglede i posebno neke teorije. Najčešće je odbacivanje teorije evolucije, preciznije makroevolucije i njenih posledica na savremenu evolucionu biologiju. Iako opšta ideja prirodne selekcije može biti u skladu s pojedinim gledištima, evolucionarni koncept zajedničkog porekla — da su ljudi „potekli od nižih bića” — nije prihvatljiv većini kreacionista. Neki kreacionisti takođe, odbacuju neke trenutno važeće naučne teorije o postanku Zemlje, Sunčevog sistema i nastanka Kosmosa.
Najveći udeo i aktivnost kreacionista je trenutno u Sjedinjenim Američkim Državama. Iako se kreacionizam na Zapadu obično vezuje za fundamentalističko hrišćanstvo, kreacionizam se javlja i u islamu. Za razliku od kreacionista koji drže da je Zemlja relativno skoro nastala, muslimanski kreacionisti ne insistiraju na tome da je svet stvoren za nekoliko dana pre nekoliko hiljada godina. Muslimanski kreacionisti odbacuju evoluciju i pominjanje da su ljudi evoluirali iz životinja.
Kreacionisti smatraju da se ne radi o sukobu nauke i religije, već o sukobu dve religije, onoj koja veruje u Boga i onoj koja u njega ne veruje.
Savet Evrope je Rezolucijom 1580 iz 2007. godine označio kreacionizam kao opasnost u obrazovanju.
Jedan od zastupnika kreacionizma je američki fizičar Robert Džentri koji tvrdi da je na primeru granitnih stena u kojima su pronađeni mehurići polonijuma ustanovio da su nastale za nekoliko minuta. Međutim, naučnici su odbacili ove tvrdnje kao kreacionističku pseudonauku.